# Порталеоне, Авраам
Авраам бен-Давид Порталеоне (1542—1612)— итальянский медик из Мантуи, придворный врач герцога Гульельмо I Гонзага; автор энциклопедического труда по еврейской археологии «Шилте га-Гибборим» (Мантуя, 1612) .
Сын Давида (бен-Давид). Ученик талмудиста рабби Меира из Падуи, поэта Иосифа Сарко, раввина и поэта Якова Фано и трёх Провансалей — Иуды, врача Авраама и талмудиста Давида.

## Труды
- «Dialogi tres de auro» (Венеция, 1584; посвящено герцогу Гульельмо I Гонзага, Порталеоне был его придворным врачом) — в нём автор приписывает евреям первое употребление золота в медицинских целях[2].

- «Шилте га-Гибборим» («Schilte ha-Gibborim»; Мантуя, 1612; гугл-скан) — труд по еврейской археологии, приводящий 98 источников; в нем автор подробно рассматривает иерусалимский храм, его конструкцию и находившиеся там священные предметы, жертвоприношения и т. д.[2]

- «Consilia Medica» — не печатался[2].